# Mémorial Leclerc
Das Mémorial Leclerc (offiziell: Mémorial Leclerc et de la Libération de Paris - Musée Jean Moulin) ist ein Museum der Stadt Paris im Stadtteil Montparnasse. Es befindet sich auf dem Dachgarten des Gare Montparnasse.

## Funktion
Das wenig bekannte Museum dokumentiert den Verlauf des Weltkrieges mit der Rolle der Forces françaises libres Frankreichs auf Seiten der Alliierten (besonders in Nordafrika) und die Kämpfe gegen die Achsenmächte.
Das Doppelmuseum erinnert an zwei bedeutende französische Persönlichkeiten im Zweiten Weltkrieg. Der eine war Marschall Jacques-Philippe Leclerc de Hauteclocque (1902–1947), genannt Leclerc, der mit seiner 2e division blindée 1944 zum militärischen Kopf der Befreiung von Paris wurde. Der andere war Jean Moulin (1899–1943), der in Charles de Gaulles Auftrag die Résistance reorganisierte und noch vor dem Ende des Zweiten Weltkrieges nach schwerer Folter starb.

## Lage
Der Ort des Museums ist historisch bedeutsam, da Leclerc im Bahnhofsgebäude das erste Pariser Hauptquartier hatte. Das Museum verdankt seine Existenz einerseits der Hauteclocque-Stiftung, die zunächst in Saint-Germain-en-Laye bestand sowie andererseits dem Vermächtnis von Antoinette Sasse, die verfügte, dass ein Museum für Jean Moulin errichtet werden solle. Der damalige Bürgermeister der Stadt, Jacques Chirac, eröffnete am 24. August 1994, dem 50. Jahrestag der Befreiung von Paris, das Mémorial Leclerc sowie einige Tage später das Musée Jean Moulin.

## Ausstellungsstücke
Ausstellungsstücke sind Untergrundzeitungen, Propagandaplakate des Vichy-Regimes, Uniformen des Marschalls aus Afrika und Indochina, Medaillen, viele großformatige Fotos sowie Videos mit Interviews von Zeitzeugen. 
Ein großes Archiv mit rund 16.000 Dokumenten und 15.000 Fotos zu Hauteclocque kann auf Anfrage genutzt werden; es sammelt Dokumente zur militärischen Seite des Kampfes der französischen Armee nach der deutschen Eroberung Frankreichs, also der Zeit von Juni 1940 bis August 1944.